# Peter McLaren
Peter McLaren (2. kolovoza 1948.),  profesor kritičnih studija, Fakultet za obrazovanje, Sveučilište Chapman, gdje je suvoditelj demokratskog projekta Paulo Freire i međunarodni veleposlanik za globalnu etiku i socijalnu pravdu. Također je emeritus profesor urbanog obrazovanja na Sveučilištu Kalifornija u Los Angelesu i emeritus profesor obrazovnog vodstva Sveučilišta Miami u Ohiju. On je također počasni ravnatelj Centra za kritične studije u obrazovanju na Northeast Normal Sveučilištu u Changchunu u Kini.
On je autor i urednik više od četrdeset pet knjiga i više stotina znanstvenih članaka i poglavlja. Njegova djela su prevedena na više od 20 jezika.
McLaren je oženio Yan Wang iz sjeveroistočne Kine. Danas žive u Orange, Kalifornija. Ima sina i kćer iz prethodnih brakova.
Maclaren je poznat kao jedan od vodećih začetnika kritičke pedagogije i po svojim znanstvenim radovima o kritičkoj pismenosti, sociologiji obrazovanja, kulturalnim studijama, kritičkoj etnografiiji, i marksističkoj teoriji. Paulo Freire, jedan od osnivača kritičke pedagogije, rekao je: Peter McLaren jedan je od mnogih izuzetnih 'intelektualnih rođaka' koje sam 'otkrio' i koji su me, zauzavrat, 'otkrili'. Čitao sam Petera McLarena puno prije nego što sam ga osobno upoznao (...) Kad sam pročitao McLarenove prve tekstove koji su mi bili dostupni, bio sam gotovo siguran da pripadamo istoj "intelektualnoj obitelji".
Tijekom svog govora na Sveučilištu Champan 25. listopada 2014., Dr. Nita Freire, ugledna znanstvenica obrazovanja i udovica Paula Freirea je istaknula: "Veliko mi je uzbuđenje vidjeti Petera Maclarena i Donalda Масеda, koji su kroz diskusije i dijalog postali stari prijatelji posla i prijateljstva, partneri Paulovih ideoloških i teoretskih ideja. Oni su zajedno s Henryjem Girouxom formulirali kritičku pedagogiju kakvu je danas poznajemo."
On je razvio reputaciju zbog svoje beskompromisne političke analize pod utjecajem marksističke humanističke filozofije i jedinstvenog književnog stila izražavanja. Radio je s Abahlali baseMjondolom, u Južnoj Africi; na pokretu radnika bez zemlje, Movimento dos Trabalhadores Rurais Sem Terra– МSТ, u Brazilu, sa  oslobodilačkom vojskom Zapatistas u Meksiku, te s članovima Bolivarske revolucije u Venezueli.
Profesor McLaren je član nastavničkog osoblja na Institutu za kritičku pedagogiju u Globalnom centru za napredne studije, te drži predavanja diljem svijeta o politici obrazovanja. U Finskoj je održao uvodni govor na inauguraciji Paula Freirea u Finskom istraživačkom centru (21. studenog 2007).

## Život
Peter McLaren rođen je u Torontu, Ontario 1948. godine. Odrastao je u Torontu, te 4 godine u Winnipegu, Manitobi. On je jedino dijete Frances Teresa Bernadette McLaren i Lawrence Omand McLaren iz Kanade. U prvom dijelu života McLaren je pripadao radničkoj klasi, sve dok se njegov otac, ratni veteran iz Drugog svjetskog rata, nije vratio iz borbe u Europi i postao prodavač televizora. Kasnije je postao direktor Phillips Electronicsa u istočnoj Kanadi. Njegova majka je bila domaćica prije nego što je počela raditi kao telefonski operater.
McLaren je strastveno čitao književnost, filozofiju, poeziju, društvenu teoriju te književnu i umjetničku kritiku, te je radio kreativne 35 mm filmove sa 16 godine. Želio je postati umjetnik ili redatelj. McLarenov otac je imao jednu sestru, Bonnie, koja se udala za Terryja Goddarda, pilota Royal Airforcea iz Drugog svjetskog rata, kome se pripisuju zasluge pomaganja u potapanju njemačkog vojnog broda Bismark. McLarenova majka imala je četiri sestre i dva brata. McLaren je nadoknadio činjenicu da je jedinac druženjem sa svojim brojnim rođacima, te kreativnim pisanjem. McLarenu je prva nagrada za pisanje uručena u osnovnoj školi, gdje je dobio nagradu za stvaranje znanstveno fantastične priče.
S 19 godina McLaren je autostopirao diljem SAD-a, susreo se s Crnim panterama u Oaklandu, živio u San Franciscu i Los Angelesu gdje je sudjelovao u anti-vijetnamskim ratnim prosvjedima, susreo se s Timothyem Learyom i Allenom Ginsbergom, te počeo pisati poeziju i kratke priče. Njegova prva komercijalna publikacija je bila o njegovoj prateti, Irmi Wright, koja je 1928. osvojila natjecanje za najbržeg daktilografa na svijetu.
Postao je prvostupnik humanističkih znanosti iz engleske književnosti na Sveučilištu Waterloo 1973. (specijalizirao se u elizabetanskoj drami), pohađao je Učiteljski fakultet u Torontu i postao prvostupnik obrazovanja na Fakultetu za obrazovanje na Sveučilištu Toronto. Stekao je naziv magistra obrazovanja na Fakultetu za obrazovanje na Sveučilištu Brock, te je postao doktor znanosti na Ontario institutu za studije u obrazovanju, na sveučilištu u Torontu (tu je radio s pokojnim Richardom Courtneyem, vodećim međunarodnim stručnjakom za dječju dramu).
McLaren je predavao u osnovnoj i srednjoj školi od 1974. do 1979. godine. Većinu toga vremena proveo je predavajući u najvećem kanadskom javnom stambenom kompleksu, koji se nalazi u Jane-Finch koridoru u Torontu.  Glasovi iz koridora, McLarenova knjiga o njegovim nastavničkim iskustvima, došla je na kanadski popis bestselera, te je ušla u top deset najprodavanijih knjiga u Kanadi 1980. (Maclean's Magazine, The Toronto Star), pokrećući raspravu o školama unutar grada. (Kasnije će McLaren oštro kritizirati ovu knjigu, te će ju transformirati u visoko priznati pedagoški tekst Život u školama).
Nakon što je 1983. godine stekao doktorat, bio je specijalni predavač na obrazovanju na Sveučilištu Brock gdje se, kao jednogodišnja subotnja zamjena, specijalizirao u gradskom obrazovanju i jezičnoj umjetnosti. Nakon što dekan nije ispunio svoje obećano produljenje McLarenovog ugovora, McLaren je odlučio nastaviti akademsku karijeru u Sjedinjenim Državama. Međutim, ostaje u dobrim odnosima s nastavničkim osobljem na Sveučilištu Brock, s kojima ostaje u prijateljskoj vezi.
Maclaren je napustio Kanadu 1985. godine kako bi predavao na Sveučilištu Miami, na Fakultetu obrazovanja i srodnih zanimanja, gdje je proveo osam godina radeći s kolegom Henry Giroux u vrijeme kada je epistemologija poznata kao kritička pedagogija dobivala zamah u sjevernoamaeričkim školama za obrazovanje. McLaren je također radio kao direktor Centra za obrazovanje i kulturne studije, te je nosio naslov uglednog znanstvenika Sveučilištu Miam, prije nego što je otišao u Visoku školu za obrazovanje i informacijske studije na Sveučilištu Kalifornija, Los Angeles, 1993. godine.
2013. godine mu je dodijeljen naslov počasni član u kritičnim istraživanja na sveučilištu Chapman u Kaliforniji.

## Karijera
Prva Faza, 1980-1993
Teorijske orijentacije prvih deset godina McLarenovog istraživanja i pisanja može se pratiti do njegovog  dodiplomskog rada na  elizabetanskoj drami, kazališnoj umjetnosti i odatle do njegovih diplomskih studija u simboličkoj antropologiji, kritičkoj etnografiji i društvenoj semiotici. Kao mladi čovjek, McLaren se oduvijek divio životu i djelu Williama Morrisa, pjesnika, umjetnika, te obrtnika, pisača i kaligrafa, strašnog socijalista i aktivista, poduzetnika i pojedinca. U vrijeme kada je upisao doktorski studij na Ontario institutu za studije obrazovanja u Torontu (Institut d'Etudes Pedagogiques de l'Ontario), Victor Turner, svjetski poznati simbolički antropolog, provodio je inovativni transdisciplinarni rad na Sveučilištu Virginia, donoseći dramaturšku teoriju i antropologiju u blisku suradnju, osobito u odnosu na proučavanje rituala. McLaren je ubrzo postao znanstvenik na Turnerovom radu. Nakon pohađanja kolegija na Semiotičkom institutu u Torontu, pod vodstvom filozofa Michela Foucaulta, te jednog koji je vodio Umberto Eco, McLaren je počeo razvijati transdisciplinarni pristup istraživanju rituala. Pronašao je bogat transdisciplinarni ambijent u kojem je proveo svoje studije na Massey Collegeu, Sveučilište Toronto. Modeliran nakon Balliol Collegea, Sveučilišta u Oxfordu, Massey College olakšava interdisciplinarnu suradnju među visokim postignućima diplomiranih studenata iz različitih odjela na kampusu. Gledajući unatrag o svojim obrazovnim iskustvima na Masseyu, ne iznenađuje da su rad teoretičara izvedbe, političkih ekonomista, antropologa, dramaturških teoretičara, književnih kritičara i simboličkih interakcionista informirali teorijsku osnovu svoje prve velike znanstvene publikacije, školovanja kao ritualnog nastupa, prema političkoj ekonomiji obrazovnih simbola i gesta (prvo izdanje, Routledge, 1986., revidirana izdanja, 1994., 1997.) koja se temeljila na njegovoj doktorskoj disertaciji.
McLarenov rani rad od 1984. do 1994. obuhvaća različite intelektualne i empirijske terene. Ostao je nepokolebljiv u svom zanimanju za suvremene teme frankfurtske škole: socijalna psihologija u kontekstu nedostatka revolucionarnog društvenog prosvjeda u Europi i Sjedinjenim Državama; Kritika pozitivizma i znanosti; Razvijanje kritičke teorije umjetnosti i zastupanja; Ispitivanje masovnih medija i masovne kulture; Istražujući proizvodnju želje i identiteta; I globalizacija kapitalizma i oblika integracije u neoliberalnim društvima. Drugim riječima, kada se gleda na glavne teme frankfurtske škole, postojala je temeljna povezanost s njegovim radom kao cjelinom.
Nadalje, svaki od McLarenovih znanstvenih projekata pokušao je istražiti izgradnju identiteta u školskim kontekstima unutar neoliberalnog društva. To je značilo uključivanje u brojne kritičke projekte: istraživanje negativnih učinaka logičkog pozitivizma u društvenim znanostima i napad na kritičku teoriju i kritičku etnografiju; Istraživanje rastuće kolonizacije životnog svijeta od strane masovnih medija i razvijanje kritičke pedagogije medijske pismenosti i političke estetike pedagoškog iskustva; Analiziranje pada kritičke racionalnosti u postmodernim društvima i razvoj kritičkih literacija; Napredovanje u specifičnim pedagoškim terminima borbe za redefiniranje značenja oslobođenja i osnaživanja u doba očaja i cinizma; Istraživanje politike post-liberalnih društava s posebnim osvrtom na praksu kulturnog rasizma i seksizma te razvijanje analize proizvodnje, distribucije, potrošnje i razmjene kulturnih predmeta u školama i većim društvenim mjestima s naglaskom na društvenu izgradnju Subjektivnosti.
U ovom ranom razdoblju, McLarenova istraživanja naglasila su razvoj kritičke emancipacijske svijesti, samosvjesnog razuma i središnje mjesto nesposobnosti razmišljanja prema neesencijalističkom pogledu na revolucionarnu svijest temeljenu na teoriji intersubjektivnog razumijevanja kroz jezik. Praktički, njegov je rad pokušao stvoriti opozicijsku kulturnu politiku koja bi omogućila nastavnicima i studentima da analiziraju kako su proizvedena dominantna i pregovaračka značenja koja informiraju razredne tekstove i otkriju ideološka i politička značenja koja su kružila unutar njih. McLaren je pokušao kroz kritičke strategije čitanja osvijetliti dominantne pedagoške kodove nastavnika, kao i normativne kodove unutar učioničkih kultura učenika. Njegova je svrha stvoriti alternativna štiva, kao i nove pedagoške prakse. U tom smislu, kritička pedagogija, kako ju je McLaren formulirao, pokušala je ponovno uključiti društveni svijet koji djeluje pod pretpostavkom njegove kolektivne autonomije i tako ostaje otporan na ljudsku intervenciju.
U svom ranom radu, McLaren je postavio četiri glavna dijela teorije i studija obrazovanja: kritičku etnografiju, kritičku pedagogiju, studije kurikuluma i kritički multikulturalizam.
Druga faza, 1994-danas
McLarenov rad tijekom proteklih nekoliko desetljeća nije toliko odmicanje od ranog rada, nego je bio produžetak. Uočljiv je pomak u smislu da se sada više fokusira na kritiku političke ekonomije. Ali njegov rani rad uključivao je i kritiku kapitalizma, osim što je u to vrijeme McLaren djelovao iz pretežito weberovoog razumijevanja klase i bio je zabrinut politikom potrošnje i životnog stila / identiteta. McLarenov novi prijelaz je prebacio fokus na društvene odnose proizvodnje i odnose prema proizvodnji subjektivnosti. Između 1994. i danas, McLarenov rad manje je usmjeren na učionicu samu po sebi, a više se usredotočuje na pitanja poput kritike političke ekonomije, kulturnog kontakta i rasnog identiteta, anti-rasističkog / multikulturalnog obrazovanja, politike bijelog nadmoći, otpora i popularne kulture; Formiranje subjektivnosti, kolonijalnost moći i dekolonijalnog obrazovanja; Revolucionarnu kritičku pedagogiju koju informira marksistička humanistička analiza i teologija oslobođenja.
Tijekom tog vremena McLaren je počeo provoditi vrijeme u Latinskoj Americi - radeći s Hugom Chávezom u Venezueli i s vođama sindikata u Meksiku i Kolumbiji, te postajući sve zainteresiraniji za marksističku kritiku političke ekonomije. McLaren je shvatio da bi postmodernistička teorija mogla biti prilično reakcionarni pristup u onoj mjeri u kojoj se nije uspjela suprotstaviti živahnom i trajnom naporu koji se zahtijeva u vremenu društvenih odnosa kapitalističke proizvodnje i reprodukcije. Dok je McLaren usvojio termin kritički postmodernizam ili postmodernizam otpora, da bio opisao svoj rad sve do kasnih devedesetih godina, shvatio je da treba uključiti Marxa i marksističke mislioce.
Što se McLaren više bavio Marxovim radom, i sastajao s društvenim aktivistima vođenim marksističkim antiimperijalističkim projektima diljem Amerike, više nije vjerovao da je rad na "radikalnoj demokraciji"  da je iznad marksističkog problema. McLarenu se činilo da se takav rad očajnički predao neizbježnosti vladavine kapitala i režima robe. Taj rad, zajedno s velikim dijelom radova o postkolonialističkoj kritici, činio se McLarenu previše odvojen od povijesnih specifičnosti i temeljnih odrednica. McLaren je smatrao da marksistička kritika adekvatnije rješava diferencirane ukupnosti suvremenog društva i njihove povijesne imbrikacije u svjetskom sustavu globalnog kapitalizma. Umjesto da koristi pojam kritičke pedagogije, McLaren sada koristi termin kojeg je uvela britanska pedagoginja Paula Allman, "revolucionarna kritička pedagogija". McLaren opisuje svoj sadašnji rad kao marksističko humanistički, pojam koji je razvila Raya Dunayevskaja, koja je nekada služila kao tajnik Trockoga u Meksiku, te je razvila tradiciju marksističkog humanizma u SAD-u. McLarenov rad predstavlja suprotnost načinu na koji se socijalna pravda koristi u progresivnom obrazovanju pozivajući učenike da kritički preispituju epistemološke i aksiološke dimenzije demokracije u svjetlu marksističke kritike političke ekonomije i kolonijalnosti moći (pojam koji je razvio Anibal Quijano), McLarenov rad danas uključuje poeziju, razmišljanja o svom aktivističkom radu u Venezueli, Meksiku i drugim zemljama, doprinos kritičkoj teoriji i marksističkoj analizi kao što se primjenjuje na aktualnu obrazovnu politiku i reformske inicijative.
McLarenova kritička pedagogija

McLarenov rad je postavio nove temelje u obrazovanju. Smatra se jednim od začetnika kritičke pedagogije, jer su u početku karijere na njega imali utjecaj Paulo Freire i Henry Giroux. Također mu je pripisano postavljanje temelja za studije izvedbe u obrazovanju uz objavljivanje svoje knjige, Škola kao ritualna izvedba. Nedavno je objavljeno predavanje Peter McLaren Upstander kao dio godišnjeg međunarodnog kritičkog istraživanja u Applied Theatre Symposium, Auckland, Novi Zeland. Predavanje će svake godine prezentirati diplomirani student obrazovanja iz škole kritičkih studija u obrazovanju na Sveučilištu Auckland. Trenutno, McLaren je poznat kao jedan od vodećih predstavnika revolucionarne kritičke pedagogije, pristupa svakodnevnom životu pod utjecajem marksističke humanističke filozofije, također poznate kao "filozofija prakse." McLarenov rad je kontroverzan zbog svoje beskompromisne politike klasne borbe. McLaren je također darovit govornik i društveni aktivist, a njegovo akademsko pisanje je hvaljeno i kritizirano zbog svoje jedinstvene kombinacije poezije i književnih trojki, te vrhunske teorijske analize. Planiran je barem jedan dokumentarac o McLarenovom životu.
McLaren pristupa kritičkoj pedagogiji kao praktičkom naporu razvoja politike svakodnevnog života na više načina. Prvo, postavlja kritičke analize unutar područja popularne kulture. Drugo, obraća teorijsku pozornost na načine na koje svakodnevni diskurs i društvena praksa čine i ojačavaju odnose moći, koje služe kao mjesta za borbu, otpor i transformaciju, Treće, kritička pedagogija koju je razvio McLaren pokušava iskoristiti prilike za povezivanje novih društvenih pokreta i mreža moći povezane s "školskim životom". To radi pokušavajući povezati mikropolitiku (svakodnevni život učitelja i učenika) s makropolitikom (većim gospodarskim, kulturnim, društvenim i institucionalnim strukturama).
Kritička pedagogija, koju razvija McLaren, nastoji analizirati mogućnosti otpora i preobrazbe društvenog života, individualnog i kolektivnog, osobnog i makropolitijskog. On se bavi takvom analizom pokušavajući shvatiti kako širi odnosi moći sudjeluju u agencijskim prostorima života u učionici i zajednici, ali i pokušavajući istražiti kako se šire strukture medijacije na razini gospodarstva mogu "ukorijeniti" u svakodnevnom životu učenika i nastavnika koji djeluju na razini zdravog djelovanja. To znači neprekidno razmišljanje o kulturnoj konstrukciji identiteta učitelja, studenata, istraživača i povezivanje takvog kritičkog razmišljanja na širi teren političke akcije i klasne borbe. McLaren vodi kritičku pedagogiju izvan diskurzivne politike koja politiku vidi samo kao tekst koji se dekonstruira i tumači. Umjesto toga, McLaren pristupa kulturnoj politici kao terenu koji operacionalizira tekstualnost političkog života povezujući tekstualnost s materijalnošću. To znači da McLaren želi uspostaviti veze između tekstova koji čitamo (kulturne artefakte) i onih koji nas čitaju (područje jezika i diskurzivnih struktura općenito) u svjetlu aktualnih načina i društvenih odnosa proizvodnje i političkih posljedica koje te veze dovode do naših pedagogija, nastavnih planova i programa.
Između 1994. i danas McLaren je revidirao i proširio neke od svojih ranijih spoznaja o školovanju kao ritualnom nastupu, životu u školama i drugim djelima, kroz angažiranje Marksa i vodećih marksističkih filozofa i teoretičara.
Dok anti-kapitalistička borba i marksistička analiza imaju nejasno i relativno nedirnuto mjesto u području obrazovne teorije, postoji kretanje prema Marxu u društvenim znanostima u Sjevernoj Americi. Znanstvenici društvenih znanosti iz svih disciplina promatraju Marxa - čak i danas, kada je kapitalizam u stanju teške krize. Iako teško napreduju kako bi postali ukorijenjene i značajne, Marxove ideje su zauzele svoje značenje iz raznovrsnih konteksta u kojima se spominju njegove ideje. Zahvaljujući McLarenovom radu, Marxove ideje dobivaju značaj u obrazovanju.
U McLarenovoj fazi nakon 1994. godine marksistička je teorija omogućila McLarenu pristup praksi, što je potrebno za bolje kontekstualiziranje promjena u socio-političkoj i ekonomskoj sferi u odnosu na obrazovanje. Kroz McLarenov trenutni ponovni angažman s Marksom, te tradiciju povijesnog materijalizma, McLaren podržava rad kolega čiji rad utire put novim naraštajima pedagoga da se susretnu s Marxom. Marx se danas vrednuje na brojnim poljima: sociologija, politologija, filozofija, ekonomija, etika, povijest i slično.

## Nedavni radovi

### Počasni doktorati
Peter McLaren dobio je počasni doktorat Sveučilišta Laponije, Finska 2004. godine i Sveučilišta Salvador, Buenos Aires, Argentina 2010. godine. Također je psotao i uvaženi prijatelj sveučilišne zajednice Pedagoškog nacionalnog sveučilišta, Unidad 141, Guadalajara, Meksiko.

### McLarenova zaklada za kritičku pedagogiju
U 2005, grupa znanstvenika i aktivista u Sjevernom Meksiku osnovala je McLarenovu zakladu za kritičku pedagogiju, s ciljem širenja znanja o McLarenovu radi diljem Meksike, te promoviranjem projekata iz kritičke pedagogije i popularnog obrazovanja. Dana 15. rujna 2006. godine, Katedra Peter McLaren je predstavljena na Bolivarskom sveučilištu u Venezueli.

## Linkovi
1. ↑  http://www.chapman.edu/our-faculty/peter-mclaren
2. ↑  http://www.hamptoninstitution.org/peter-mclaren-interview.html#.VqSa5lOLTG4  Arhivirana inačica izvorne stranice od 25. srpnja 2017. (Wayback Machine), http://www.ocregister.com/articles/critical-677896-pedagogy-mclaren.html
3. ↑  https://philcsc.wordpress.com/2016/01/09/foreword-to-peter-mclarens-pedagogy-of-insurrection/
4. ↑  McLaren, Peter (1995).
5. ↑  Interview with Peter McLaren, CounterPunch, 7 June 2013
6. ↑  Paulo Freire Research Center–Finland. Inačica izvorne stranice arhivirana 27. rujna 2007. Pristupljeno 29. svibnja 2017. journal zahtijeva |journal= (pomoć)
7. ↑  Career -section is based on the following sources: Macrine, Sheila, Introduction (in press).
8. ↑  TCRecord:
9. ↑  Michael Viola, "Educating for Equality"
10. ↑  UCLA Education Professor Peter McLaren's 'Life in Schools' Ranked in Top 12 Significant Writings of Foreign Authors. Inačica izvorne stranice arhivirana 1. siječnja 2005. Pristupljeno 13. lipnja 2017. journal zahtijeva |journal= (pomoć)
11. ↑  Arhivirana kopija. Inačica izvorne stranice arhivirana 24. rujna 2015. Pristupljeno 13. lipnja 2017. journal zahtijeva |journal= (pomoć)CS1 održavanje: arhivirana kopija u naslovu (link)
12. ↑  The Despoiling of the American Mind by Peter McLaren, Monthly Review, March 16, 2007
13. ↑  https://awestruckwanderer.wordpress.com/category/communism/
14. ↑  La Fundacion McLaren de Pedagogía Critica. Inačica izvorne stranice arhivirana 9. lipnja 2017. Pristupljeno 13. lipnja 2017. journal zahtijeva |journal= (pomoć)

## Vanjske poveznice
Web stranice Petera McLarena i životopis
- http://www.petermclaren.org/  Arhivirana inačica izvorne stranice od 8. kolovoza 2010. (Wayback Machine)

Tekstovi Petera McLarena
- Prema crvenoj teoriji ljubavi, seksualnosti i obitelji  Arhivirana inačica izvorne stranice od 9. lipnja 2017. (Wayback Machine), Peter McLaren and Lilia D. Monzo, Iberoamérica Social, Prosinac 2014
- Braća i sestre u borbi za obnovu svijeta  Arhivirana inačica izvorne stranice od 10. lipnja 2017. (Wayback Machine) Peter Maclaren, Iberoamérica Social, Studeni 2014
- Štovanje / besmrtnost kapitalizma: što možemo naučiti od venezuelanskog socijalizma? Peter McLaren i Mike Cole, Iberoamérica Social, Svibanj 2014
- Američka scena  Arhivirana inačica izvorne stranice od 27. lipnja 2017. (Wayback Machine) Petar McLaren, Iberoamérica Social, Prosinac 2013.
- Živjeti u državi noćnog promatrača: Obnova do očaja  Arhivirana inačica izvorne stranice od 5. srpnja 2017. (Wayback Machine) Peter McLaren, Iberoamérica Social, Rujan 2013.
- Bijes i Nada  Arhivirana inačica izvorne stranice od 17. lipnja 2017. (Wayback Machine) Peter McLaren, Iberoamérica Social, Kolovoz 2013.
- Che Guevara, Paulo Freire, i politika nade: Obnova kritičke pedagogije - pdf  Arhivirana inačica izvorne stranice od 7. srpnja 2009. (Wayback Machine)
- George Bush, apokalipsa uskoro i američki imperij - pdf
   Arhivirana inačica izvorne stranice od 7. srpnja 2009. (Wayback Machine)
- Dijalektika terorizma: Marksistički odgovor na 11. rujna - 1. dio  Arhivirana inačica izvorne stranice od 7. srpnja 2009. (Wayback Machine) & 2. dio  Arhivirana inačica izvorne stranice od 19. srpnja 2008. (Wayback Machine)
- Pedagogija ugnjetavanja: Kratak pogled na 'niti jedno ostavljeno dijete', Peter McLaren, Monthly Review, srpanj–kolovoz 2006.
- Peter McLarenov odgovora Bill Ayers: Solidarnost loše vjere Siječanj 22, 2007

Tekstovi o Peteru McLarenu
- Peter McLaren razmišlja o krizi akademske slobode Samuel Day Fassbinder, Monthly Review, 6. travnja 2006.
- Educiranje za ravnopravnost, Michael Viola, Monthly Review, 16. studenog 2006,
- Pedagogija i praksa u doba carstva  Arhivirana inačica izvorne stranice od 1. listopada 2009. (Wayback Machine), Samantha Cohen, The Humanities Review, jesen 2007.
- Profesoru obrazovanja Peteru McLarenu dodijeljen počasn i stolac i zaklada,  Arhivirana inačica izvorne stranice od 24. srpnja 2008. (Wayback Machine) Službena novina Sveučilišta u Kaliforniji

Intervjui
- From liberation to salvation: Revolutionary critical pedagogy meets liberation theology by Petar Jandrić, Policy Futures in Education, 15(5): 620-652, 2017
- Kritička revolucionarna pedagogija je stvorena hodanjem: U svijetu u kojem mnogi svjetovi koegzistiraju, Petar Jandrić, Policy Futures in Education, 12(6): 805-831, 2014
- Kritička pedagogija protiv kapitalističkog obrazovanja: Na putu do socijalističke alternative.
- Pogledi radikalnih pedagoga na medije  Arhivirana inačica izvorne stranice od 14. rujna 2002. (Wayback Machine)
- Kapitalizam, kritička pedagogija i znanost urbano obrazovanja  Arhivirana inačica izvorne stranice od 7. srpnja 2009. (Wayback Machine)
- Obrazovanje za društvenu pravdu i oslobođenje  Arhivirana inačica izvorne stranice od 14. studenoga 2002. (Wayback Machine)
- Peter McLaren i pedagogije oslobođenja, Ravi Kumar, Radical Notes, 19. veljače 2009.
- Uloga kritičke pedagogije u eri globalizacije i nakon 11. rujna
- Prema kritičkoj revolucionarnoj pedagogiji, 9. prosinca 2003.